# Nirun Chaokhao
Nirun Chaokhao (thailändisch นิรันดร์ ชาวเขา, * 7. Februar 1991) ist ein thailändischer Fußballspieler.

## Karriere
Nirun Chaokhao spielte bis Ende 2019 beim Zweitligisten Rayong FC in Rayong.  Wo er vorher gespielt hat, ist unbekannt. Für Rayong absolvierte er mindestens 26 Zweitligaspiele. Ende 2019 belegte er mit dem Verein den dritten Tabellenplatz der Thai League 2 und stieg in die erste Liga auf. Nach dem Aufstieg verließ er Rayong und schloss sich dem Zweitligaaufsteiger Phrae United FC aus Phrae an. Nach vier Zweitligaspielen wurde Ende 2020 sein Vertrag nicht verlängert. 2021 wechselte er nach Loei zum Drittligisten Muang Loei United FC. Mit dem Verein spielte er in der North/Eastern Region der dritten Liga. Hier stand er bis Ende der Saison unter Vertrag. Zu Saisonbeginn 2021/22 kehrte er zum Zweitligisten Phrae United zurück. Für Phrae absolvierte er drei Zweitligaspiele. Nach der Hinrunde wurde sein Vertrag nicht verlängert. Im gleichen Monat unterschrieb er einen Vertragh beim Drittligisten Saraburi United FC. Mit dem Verein spielte er in der Western Region der Liga. Ende August 2022 wechselte er zum in der North/Eastern Region spielenden Sisaket United FC. Für den Klub aus Sisaket bestritt er zwanzig Drittligaspiele. Zu Beginn der Saison 2023/24 wechselte er zum ebenfalls in der North/Eastern Region spielenden Muang Loei United FC. Nach zehn Ligaspielen unterschrieb er im Dezember 2023 einen Vertrag beim Ligakonkurrenten Udon United FC.